# XBIZ
XBIZ è una casa editrice statunitense che si occupa d'informazione economico industriale nel settore dell'intrattenimento per adulti.
Oltre al sito ufficiale, XBIZ pubblica due mensili, organizza ed ospita fiere e conferenze settoriali e facilita l'incontro fra i professionisti e le aziende del settore attraverso un servizio di commercio interaziendale e di reti di professionisti.
XBIZ e le sue pubblicazioni e servizi sono gestite dalla Adnet Media, fondata nel 1998 dal veterano del porno online Alec Helmy, fondatore anche della ASACP, un ente no profit per la protezione dei minori dall'industria del sesso online.

## Informazioni e prodotti editoriali
- XBIZ.com è il portale professionale di notizie e risorse per l'industria del sesso.
- XBIZ Newswire è l'agenzia di stampa e servizio RSS.
- XBIZ World Magazine rivista che si occupa dell'industria per adulti on line.
- XBIZ Premiere Magazine rivista dedicata al grande pubblico dedicata alle novità video, giocattoli sessuali.
- XBIZ Digital Edition versione digitale di XBIZ World Magazine.
- XBIZ LA Conference seminario annuale e fiera commerciale dell'intrattenimento per adulti tenuta a Los Angeles.
- XBIZ Forum una tre giorni dedicata all'incontro fra professionisti del settore. Si tiene in estate all'Hard Rock Hotel di Las Vegas.
- XBIZ Award manifestazione in cui si premiano i protagonisti del settore.
- XBIZ Research un programma di ricerca sul settore dell'intrattenimento per adulti.
- XBIZ.net un motore B2B per connettere i professionisti e le società del settore.